# Chiesa di Ognissanti (Roncade)
La chiesa di Ognissanti è la parrocchiale di Roncade, in provincia e diocesi di Treviso; fa parte del vicariato di Monastier.

## Storia
La parrocchiale di Roncade fu edificata a partire dal 1527 ed ultimata nel 1566, anche se molto probabilmente si tratta della ricostruzione di una precedente più piccola.
Nel 1768 fu costruita l'attuale facciata.

## Descrizione
L'arcipretale di Roncade si presenta al visitatore con la sua maestosa ed elegante facciata in stile neoclassico, progettata su disegno dell'architetto vicentino Ottavio Bertotti Scamozzi.
Essa conserva al suo interno uno dei più raffinati cicli pittorici del XVIII secolo, con artisti della scuola del Tiepolo, nel contesto di una sontuosa cornice di stucchi e decori in stile barocco. Sono presenti numerose opere di Francesco Zugno eseguite tra il 1748 e il 1770. Altri artisti presenti nello stesso periodo sono Gaspare Diziani, Gaetano Zompini. Il soffitto della navata è affrescato da Girolamo Brusaferro nel 1717. L'organo, del XX secolo, è dei Fratelli Ruffatti.